# Arget (rivière)
Pour les articles homonymes, voir Arget.
L'Arget est une rivière du Sud de la France, dans le département de l'Ariège, en région Occitanie et un sous-affluent de la Garonne par l'Ariège.

## Géographie
De 23,1 km de longueur, l'Arget prend sa source dans les Pyrénées vers 1 600 m d'altitude près du Sarrat Froid dans le massif Nord-Pyrénéen de l'Arize, et se jette dans l'Ariège en rive gauche au pied du château de Foix. La vallée de l'Arget est appelée la Barguillière.
L'Arget présente un régime pluvio-nival (maximum en mai, égal à 1,5 fois le débit moyen, minimum en août un peu supérieur à 40 % du débit moyen). Son débit est assez régulier et ses étiages en particulier sont assez soutenus en raison de sols granitiques épais, constituant de bonnes réserves dans le bassin versant.

### Départements et communes traversés
- Ariège : Le Bosc, Burret, Serres-sur-Arget, Bénac, Saint-Pierre-de-Rivière, Brassac, Ganac, Foix

## Principaux affluents
- Ruisseau de Roques : 9 km
- Ruisseau de Ganac  : 8,4 km

## Hydrologie

### L'Arget à Cos
Le débit de l'Arget a été observé pendant une période de 21 ans (1918-1938), à Cos, localité du département de l'Ariège, située à l'amont immédiat de Foix, c'est-à-dire très proche de son confluent avec l'Ariège. La surface ainsi étudiée est de 112 km2, c'est-à-dire quasiment la totalité du bassin versant de la rivière.
Le module de la rivière à Cos est de 2,60 m3/s.
L'Arget présente des fluctuations saisonnières de débit typiques des cours d'eau drainant des secteurs de moyenne et basse montagne. Les hautes eaux se déroulent en hiver et au printemps et poussent le débit mensuel moyen à des niveaux situés entre 2,94 et 4,04 m3/s, de décembre à juin inclus. Elles sont liées à la combinaison des pluies d'hiver et de la fonte des neiges (cette dernière déterminant la position du maximum en avril et mai). Dès le mois de juillet, le débit diminue rapidement (1,98 m3/s) pour aboutir à la période des basses eaux. Celles-ci ont lieu en été et en automne, de mi-juillet à fin octobre, avec une baisse du débit moyen mensuel allant jusqu'à 1,11 m3/s au mois d'août, ce qui reste d'ailleurs très consistant.

### Étaige ou basses eaux
Le VCN3 peut chuter jusque 0,350 m3/s, en cas de période quinquennale sèche (ie. statistiquement une fois tous les 5 ans en moyenne), ce qui est encore très satisfaisant et très loin d'être sévère.

### Crues
D'autre part les crues peuvent être assez importantes quoique relativement modérées pour un bassin de cette taille. La série des QIX n'a pas été calculée, mais la série des QJX l'a été. Les QJX 2 et QJX 5 valent respectivement 12 et 17 m3/s. Le QJX 10 est de 20 m3/s, le QJX 20 de 23 m3/s.
Le débit journalier maximal enregistré à Cos durant cette période de 21 ans, a été de 30,4 m3/s le 14 janvier 1935. En comparant ce chiffre aux valeurs des différents QJ de la rivière, il apparaît que cette crue était d'ordre plus que vicennal et donc plutôt rare, même si la faible période d'observation (20 ans, c'est peu pour avoir une idée précise du régime des crues, surtout pour les crues de fréquence rare) empêche toute conclusion définitive quant à la période de retour de cette crue.

### Lame d'eau et débit spécifique
La lame d'eau écoulée dans le bassin de l'Arget est de 733 millimètres annuellement, ce qui est élevé, largement supérieur à la moyenne d'ensemble de la France (320 millimètres par an), et supérieur aussi à l'ensemble du bassin du versant de la Garonne (384 millimètres par an au Mas d'Agenais). Le débit spécifique (ou Qsp) atteint 23,2 litres par seconde et par kilomètre carré de bassin.